# Siumup Inuusuttunut Suleqatigiiffia
Siumup Inuusuttunut Suleqatigiiffia (SIS) er det grønlandske parti Siumuts ungdomsorganisation. Formand er Steve O. Sandgreen. 